# Смирнов, Николай Васильевич (государственный деятель)
Смирнов Николай Васильевич (11 июля 1946, посёлок Кондратьево, Ленинградская область — 25 сентября 2002, Санкт-Петербург) — российский государственный и хозяйственный деятель. Председатель Правительства Ленинградской области в 1994—1996 годах. Почётный гражданин Выборга.

## Биография
Родился 11 июля 1946 года в посёлке Кондратьево Выборгского района Ленинградской области. В 1969 году окончил Ленинградский сельскохозяйственный институт по специальности «инженер-механик сельского хозяйства». Работал главным инженером, директором совхоза «Осьминский» (1969—1975), заместителем генерального директора объединения «Родина» (1975—1978), секретарем Сланцевского горкома КПСС (1978—1986). С 1986 г. — заместитель генерального директора объединения «Гатчинское», заместитель начальника управления топливной промышленности Леноблисполкома.
В браке родились две дочери.
С 1987 года — председатель Выборгского райисполкома Ленинградской области. В 1990 году возглавил Выборгский городской Совет народных депутатов. В 1991—1994 годах — глава администрации Выборгского района. В 1994 году назначен председателем правительства Ленинградской области. Один из инициаторов издания в 1993 году распоряжения Правительства РФ о строительстве крупного порта в городе Приморске, активно добивался начала выполнения распоряжения. Способствовал размораживанию проекта объездной дороги вокруг Выборга, а позже руководил её строительством.
С марта 1996 года — директор Региональной дирекции № 9 «Дороги Северо-Запада России», которая в ноябре 1999 года была реформирована в Федеральное управление автомобильных дорог «Северо-Запад», в должности начальника которого Н. В. Смирнов скоропостижно скончался 25 сентября 2002 года.
В 1997 и 2001 годах избирался депутатом Законодательного собрания Ленинградской области.
Награждён орденом «Знак Почета», медалью «За отличие в охране государственной границы». Почётный дорожник России.
Почётный гражданин Выборга (1996). На фасаде дома № 3 по улице Садовой, в котором он жил, установлена мемориальная доска. Также памятная доска размещена на здании ФГУ «Севзапуправтодор».